# Гренков, Лариса
Лари́са Гре́нков (англ. Laryssa Grenkow, в замужестве Лари́са Сти́венсон, англ. Laryssa Stevenson; род. 1989) — канадская кёрлингистка.

## Достижения
- Чемпионат мира по кёрлингу среди юниоров: серебро (2009).
- Чемпионат Канады по кёрлингу среди юниоров: золото (2009), серебро (2006, 2007).

## Команды
| Сезон   | Четвёртый       | Третий           | Второй           | Первый          | Запасной                            | Турниры             |
| ------- | --------------- | ---------------- | ---------------- | --------------- | ----------------------------------- | ------------------- |
| 2004—05 | Calleen Neufeld | Sabrina Neufeld  | Лариса Гренков   | Lindsay Edie    | тренер: Calvin Edie                 | ЧКЮ 2005 (10 место) |
| 2005—06 | Calleen Neufeld | Sabrina Neufeld  | Лариса Гренков   | Lindsay Edie    | тренер: Calvin Edie                 | ЧКЮ 2006            |
| 2006—07 | Calleen Neufeld | Sabrina Neufeld  | Лариса Гренков   | Бреанна Микин   |                                     | ЧКЮ 2007            |
| 2007—08 | Kaileigh Strath | Sabrina Neufeld  | Лариса Гренков   | Бреанна Микин   |                                     |                     |
| 2008—09 | Кейтлин Лоус    | Дженна Лодер     | Лариса Гренков   | Бреанна Микин   | Кэйлин Парк (ЧМЮ) тренер: Роб Микин | ЧКЮ 2009 · ЧМЮ 2009 |
| 2011—12 | D'Arcy Maywood  | Лариса Стивенсон | Jillian Sandison | Lindsay Edie    |                                     |                     |
| 2017—18 | Alyssa Calvert  | Лариса Стивенсон | Kylee Calvert    | Linsday Baldock |                                     | [ 1 ]               |

(скипы выделены полужирным шрифтом)